# Ethel Smyth
Dame Maria Ethel Smyth, (Londres, 23 de abril de 1858 – Woking, 8 de maio de 1944) foi uma compositora e sufragista britânica. Smyth era a quarta de oito filhos de John Hall Smyth, um major-general da Artilharia Real. O sei pai opôs-se fortemente à carreira musical da filha.
Apesar da oposição do seu pai, Smyth estava determinada a tornar-se numa compositora. Nesse sentido, estudou música com um tutor privado e, mais tarde, frequentou o Conservatório de Leipzig, onde conheceu muitos compositores da época. No entanto, desistiu do mesmo após apenas um ano de estudos por não estar satisfeita com o nível de ensino e voltou a estudar com um tutor privado, desta vez Heinrich von Herzogenberg. Ao longo da sua carreira, Smyth compôs cânticos, obras para piano, música de câmara, de orquestra e concertante, coros e óperas.
Em 1910, Smyth juntou-se à Women's Social and Political Union e parou de compor música durante dois anos para se dedicar por inteiro à causa do sufrágio feminino. Foi ela a autora do "March of the Women", que se tornou no hino do movimento sufragista. Smyth respondeu ao apelo de Emmeline Pankhurst de partir janelas para chamar a atenção para a causa e acabou por cumprir dois meses de prisão na Holloway Prison.
Ethel viveu durante muitos anos em Frimhusrt,perto de Frimley Green, mas, a partir de 1913, começou a perder a audição e não conseguiu completar mais do que quatro trabalhos antes de ficar completamente surda e terminar a sua carreira como compositora. Porém, acabou por interessar-se pela literatura e, entre 1919 e 1940, publicou dez livros de grande sucesso (a maioria de teor autobiográfico).
Smyth teve vários casos amorosos ao longo da vida, a maioria dos quais com mulheres. O seu único amante masculino que se conhece foi o libretista de algumas das suas óperas, Henry Bennet Brewster. Em 1892, ela escreveu-lhe numa carta: "Pergunto-me porque é tão mais fácil para mim amar alguém do meu próprio sexo com mais fervor do que do teu. Não consigo compreender isso porque sou uma pessoa bastante sana". Smyth chegou a estar apaixonada por Emmeline Pankhurst e, aos 71 anos, apaixonou-se por Virginia Woolf que ficou tanto alarmada como divertida e descreveu a situação como "ser apanhada por um caranguejo gigante". Apesar de nunca ter havido nenhum romance, as duas ficaram amigas.
Em virtude do seu trabalho como compositora e escritora, Ethel Smyth recebeu o título de Dama da Ordem do Império Britânico (DBE), em 1922, tornando-se na primeira mulher compositora a receber a honra. Smyth recebeu doutorados honorários em música das Universidades de Durham e Oxford. Ela morreu, em Woking , em 1944, aos 86 anos.

## Livros

### Escritos
- Impressions That Remained: Memoirs (1919) Vol. 1 · Vol. 2
- Streaks Of Life (1921)
- A Three-Legged Tour in Greece (Marçõ 24 – Maio 4, 1925) (1927)
- A Final Burning of Boats, etc. (1928)
- Female Pipings in Eden (1933)
- Beecham and Pharaoh (1935)
- As Time Went On ... (1936)
- Inordinate (?) Affection: A Story for Dog Lovers (1936)
- Maurice Baring (1938), a memoir of Maurice Baring
- What Happened Next (1940)

The Memoirs of Ethel Smyth (1987) abreviado e editado por Ronald Crichton. Disponível em empréstimo de 14 dias em Archive.org (registro gratuito necessário)

## Gravações
- The Prison Winner, 2021 Grammy® Award Best Solo Vocal Classical (Primeiro Grammy concedido pela Smyth's Music) Sarah Brailey, Dashon Burton, solistas; Orquestra e Coro Experiencial; James Blachly, regente. Steven Fox, Chorus Master, Blanton Alspaugh e Soundmirror, produtor. Chandos Records, lançado em agosto de 2020
- O Companheiro do Contramestre. Nadine Benjamin , Rebecca Louise Dale, Edward Lee, Ted Schmitz, Jeremy Huw Williams, Simon Wilding, Mark Nathan, Lontano Ensemble , c. Odaline de la Martinez . Retrospecto Opera RO001 (dois CDs).
- Sonata para violoncelo em dó menor (1880): violoncelo Friedemann Kupsa, piano Anna Silova; Lieder und Balladen, Op. 3 e 4, Three Moods of the Sea (1913): barítono Maarten Koningsberger, piano Kelvin Grout. TRO-CD 01417.
- Obras Completas para Piano. Liana Şerbescu . CPO 999 327-2.
- Concerto para violino, trompa e orquestra. BBC Philharmonic, c. Odaline de la Martinez . Chandos Chan 9449.
- Duplo Concerto em Lá para violino, trompa e piano (1926): violino Renate Eggebrecht , trompa Franz Draxinger, piano Céline Dutilly; Quatro canções para mezzo-soprano e conjunto de câmara (1907): Melinda Paulsen mezzo, conjunto Ethel Smyth; Três canções para mezzo-soprano e piano (1913): Melinda Paulsen mezzo, Angela Gassenhuber piano. TRO-CD 01405.
- Fete Galante: A Dance Dream Charmian Bedford (soprano), Carolyn Dobbin (mezzo soprano), Mark Milhofer (tenor), Alessandro Fisher (tenor), Felix Kemp (barítono), Simon Wallfisch (barítono), Lontano Ensemble/Odaline de la Martinez . Retrospectiva Opera RO007
- Missa em D, Marcha das Mulheres, Cena do Companheiro do Contramestre . Eiddwen Harrhy, The Plymouth Music Series, Philip Brunelle. Virgin Classics VC 7 91188-2.
- Quarteto de cordas em dó menor. Quarteto Maier. DB Productions, DBCD197
- Quarteto de Cordas em Mi menor e Quinteto de Cordas op. 1 em E Maior. Mannheimer Streichquartett e Joachim Griesheimer. CPO 999 352-2.
- Sonata para violino em lá menor, Op. 7, Sonata para violoncelo em lá menor, Op. 5, Quinteto de Cordas em Mi maior, Op. 1, Quarteto de Cordas em Mi menor (1912): Renate Eggebrecht, violino, Friedemann Kupsa cello, Céline Dutilly piano, Fanny Mendelssohn Quartet . TRO-CD 01403 (dois CDs).
- Sonata para violino em lá menor, Op. 7: Annette-Barbara Vogel, violino, Durval Cesetti, piano. Tocata TOCN0013 (2021)
- Os Demolidores. Anne-Marie Owens, Justin Lavender, Peter Sidhom, David Wilson-Johnson, Judith Howarth, Anthony Roden, Brian Bannatyne-Scott, Annemarie Sand. Huddersfield Choral Society, BBC Philharmonic, c. Odaline de la Martinez . Clássicos das Coníferas. (Relançado pela Retrospect Opera, RO004.

## Opera
- Fantasio (1892-1894), ópera cômica em 2 atos de Henry Bennet Brewster e Smyth depois de Alfred de Musset (24 de maio de 1898, Hoftheater, Weimar )
- Der Wald (1899–1901), ópera em 1 ato de Henry Brewster e Smyth (9 de abril de 1902, Königliches Opernhaus, Berlim )
- The Wreckers (1902-1904), ópera em 3 atos de Henry Brewster e Smyth (11 de novembro de 1906, Neues Theatre, Leipzig )
- The Boatswain's Mate (1913-14), ópera cômica em 1 ato de Smyth após WW Jacobs (28 de janeiro de 1916, Shaftesbury Theatre , Londres )
- Fête galante (1921-1922), ópera ("Dance-Dream") em 1 ato de Smyth e Edward Shanks após Maurice Baring (4 de junho de 1923, Birmingham Repertory Theatre )
- Entente cordiale (1923-1924), ópera cômica em 1 ato de Smyth (20 de outubro de 1926, Theatre Royal, Bristol )

## Balé
- Fête galante (versão concerto 26 de novembro de 1932, Philharmonic Hall, Liverpool), adaptado da ópera

## Coral

### Religioso
- Missa em D (1891) (18 de janeiro de 1893, Royal Albert Hall )
- Cinco canções sagradas baseadas em melodias de coral (1882–84)
  - 1. "Komm, süßer Tod", na canção de Bach
  - 2. "Kein Stündlein geht dahin"
  - 3. "Gib dich zufrieden und sei stille"
  - 4. "Ó Traurigkeit, o Herzeleid"
  - 5. "Erschienen ist der herrlich Tag", no hino de Nikolaus Herman
- A Canção do Amor , Op. 8 (1888), cantata de Smyth após o Cântico dos Cânticos
- Hino de casamento para coro e órgão (c. 1900)

### Secular
- Nós a assistimos respirando durante a noite (1876), parte da música de Thomas Hood
- A Spring Canticle (ou Wood Spirits' Song ) para coro e orquestra (publicado em 1903), rearranjo de Der Wald
- Hey Nonny No para coro e orquestra (1910), anon.
- Sleepless Dreams para coro e orquestra (1910), de Dante Gabriel Rossetti
- Canções do nascer do sol (1910)
  - 1. "Laggard Dawn" para coro, de Smyth
  - 2. "1910" para coro e orquestra opcional, por Smyth
  - 3. " A Marcha das Mulheres " para coro e orquestra opcional, de Cicely Hamilton
- Dreamings (1920), parte da música de Patrick MacGill
- Soul's Joy (publicado em 1923), madrigal de John Donne , rearranjo de Fête galante
- The Prison (1929-1930), cantata para soprano, baixo, coro e orquestra, por Smyth depois de Henry Brewster (19 de fevereiro de 1931, Usher Hall , Edimburgo )

## Orquestral
- Abertura para Antônio e Cleópatra de Shakespeare (1889) (18 de outubro de 1890, The Crystal Palace, Londres)
- Serenata em D (1889) (26 de abril de 1890, The Crystal Palace , Londres)
- Suite para Cordas, Op. 1A (publicado em 1891), rearranjo do String Quintet in E, Op. 1
- On the Cliffs of Cornwall (realizado pela primeira vez em 1908), rearranjo do prelúdio de The Wreckers
- Quatro Short Chorale Preludes for Strings and Solo Instruments (publicado c. 1913), rearranjo de Short Chorale Preludes para órgão
  - 1. "Du, o schönes Weltgebäude!"
  - 2. "O Traurigkeit, o Herzeleid"
  - 3. "Erschienen ist der herrlich Tag"
  - 4. "Schwing dich auf zu deinem Gott"
- Fête galante (executado pela primeira vez em 1924), suíte adaptada da ópera
- Intermezzo (Mid Briars and Bushes) (executado pela primeira vez em 1924), rearranjo de The Boatswain's Mate
- Duas melodias folclóricas francesas interligadas (publicado em 1929), rearranjo de intermezzo de Entente cordiale
- Dois prelúdios orquestrais (1929-1930), rearranjo de The Prison
- Entente cordiale (executado pela primeira vez em 1925), suíte adaptada da ópera

## Concertante
- Concerto para violino e trompa em lá (1926)

## Música de câmara

### quartetos de cordas
- Quarteto de cordas nº 1 em lá menor (1878), 1 movimento
- Quarteto de cordas em ré menor (1880)
- Quarteto de cordas em dó menor (1881)
- Quarteto de Cordas em Mi bemol (1882–84)
- Quarteto de Cordas em Dó (1886–88)
- Quarteto de Cordas em Mi menor (1902–12)

### Quintetos de cordas
- Quinteto de cordas em si menor (1882-1884), 2 movimentos
- Quinteto de Cordas em Mi, Op. 1 para 2 violinos, viola e 2 violoncelos (1883)

### Trios
- Trio para violino, violoncelo e piano em ré menor (1880)
- Trio de cordas em ré (1887)
- Trio para violino, trompa e piano em lá (publicado em 1928), rearranjo do Concerto para violino e trompa em lá

### Outros
- Sonata para violoncelo e piano em dó menor (1880)
- Sonata para violoncelo e piano em lá menor, Op. 5 (1887)
- Sonata para violino e piano em lá menor, Op. 7 (1887)
- Variações sobre Bonny Sweet Robin (Canção de Ophelia) para flauta , oboé e piano (1927)
- Duas melodias folclóricas francesas interligadas para flauta, oboé e piano, rearranjo do intermezzo da Entente cordiale

## Piano
- Sonata No. 1 em C (1877)
- Sonata nº 2 ( Geistinger ) em dó sustenido menor (1877)
- Sonata nº 3 em ré (1877), 2 movimentos
- Aus der Jugenzeit!! em Mi menor (1877-80)
- Danças de quatro partes (1877-1880)
- Invenção em duas partes em D (1877-1880)
- Suite de duas partes em E (1877-1880)
- Variações sobre um tema original (de natureza extremamente sombria) em Ré bemol (1878)
- Prelúdio e Fuga em C (1878-1884)
- Prelúdio e Fuga em Fá Sustenido (1880)
- Prelúdio e fuga para pessoas magras (c. 1883)
- Suite para piano a quatro mãos (publicada em 1891), rearranjo de Suite for Strings, Op. 1A
- A Marcha das Mulheres (1914), rearranjo da canção
- Cânones (sem data)

## Órgão
- Fuga à 5 (1882–84)
- Prelúdios Corais Curtos (1882–84)
  - 1. "Du, o schönes Weltgebäude!"
  - 2. "O Gott du frommer Gott"
  - 3. "Schwing dich auf zu deinem Gott"
  - 4. "Erschienen ist der herrlich Tag"
  - 5. Prelúdio e Fuga em "O Traurigkeit, o Herzeleid"
- Estudo sobre "O wie selig seid ihr doch, ihr Frommen" (1882-1884)
- Prelúdio em um ar irlandês tradicional (1938)

## Latão
- Batatas Quentes (1930), fanfarra

## Músicas
- Lieder und Balladen com piano, Op. 3 (cerca de 1877)
  - 1. "Vom Berge" em breve.
  - 2. "Der verirrte Jäger" de Joseph Freiherr von Eichendorff
  - 3. "Bei einer Linde" de Joseph Freiherr von Eichendorff
  - 4. "Es wandelt era wir schauen" de Joseph Freiherr von Eichendorff
  - 5. "Schön Rohtraut" de Eduard Mörike
- Lieder com piano, Op. 4 (cerca de 1877)
  - 1. "Tanzlied" de Georg Büchner
  - 2. "Schlummerlied" de Ernst von Wildenbruch
  - 3. "Mittagsruh" de Joseph Freiherr von Eichendorff
  - 4. "Nachtreiter" de Klaus Groth
  - 5. "Nachtgedanken" de Paul Heyse
- Oito canções (c. 1877)
- Nove rodadas (1878-1884)
- Quatro canções com conjunto de câmara (1907)
  - 1. "Odelette" de Henri de Régnier
  - 2. "La danse" de Henri de Régnier
  - 3. "Crisila" de Henri de Régnier
  - 4. "Ode anacréontique" de anon. traduzido Leconte de Lisle
- " A Marcha das Mulheres " com piano opcional (1910), de Cicely Hamilton
- Três humores do mar com orquestra (1913), por Arthur Symons
  - 1. "Requisitos"
  - 2. "Antes da tempestade"
  - 3. "Depois do Pôr do Sol"
- Três Canções (1913)
  - 1. "O Palhaço" com piano, de Maurice Baring
  - 2. "Possession" com piano, de Ethel Carnie Holdsworth
  - 3. "On the Road: a marching tune" com orquestra, de Ethel Carnie Holdsworth